# كنيتيك (شركة)
كنيتيك (بالإنجليزية: Qinetiq)‏ هي شركة تكنولوجيا الدفاع البريطانية متعددة الجنسيات ومقرها في فارنبورو، هامبشاير. وهي من أكبر مقاولي الدفاع في العالم وتحتل المرتبة 52 قياسا لإيراداتها في العام 2011، وسادس أكبر شركة مقرها في المملكة المتحدة.
وهي جزء من الوكالة الحكومية البريطانية السابقة،(ديرا) وقد تم تشكيلها من الجزء الأكبر من وكالة أبحاث الدفاع (ديرا)، وهي مختبرات الأبحاث العسكرية التابعة للحكومة البريطانية.
استخدم علماء ديرا خبراتهم في الصراع مع الاتحاد السوفيتي.
وفي نهاية الحرب الباردة، قامت رئيسة الوزراء مارجريت تاتشر بخفض تمويلها، ووضعتها على طريق الخصخصة.
في عام 2003، باعت وزارة الدفاع حصة 31٪ في شركة قنيتيك إلى شركة الأسهم الخاصة الأمريكية كارلايل جروب مقابل 42 مليون جنيه استرليني.

وهي مدرجة في بورصة لندن وهي مكون من مؤشر فتس 250(FTSE 250 Index).

## معنى التسمية
«كنيتيك» هو اسم مركب. "QI" من المفترض أن تعكس طاقة الشركة، "Net" قدرتها على التواصل، و "iq" مواردها الفكرية.